# Tanjunglaya
Tanjunglaya is een bestuurslaag in het regentschap Bandung van de provincie West-Java, Indonesië. Tanjunglaya telt 11.340 inwoners (volkstelling 2010).